# Steven Hassan

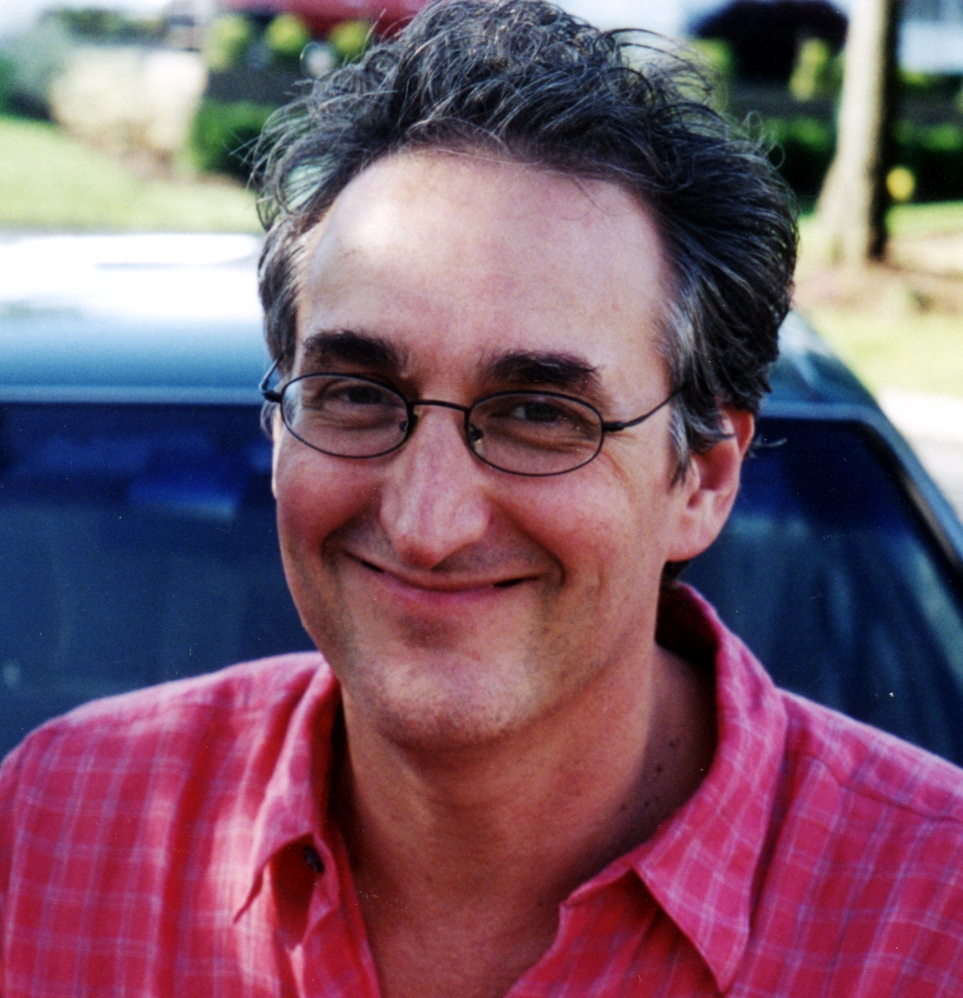
Steven Hassan 2007

Steven Alan Hassan (* 1954) ist ein US-amerikanischer Psychologe und Buchautor, der sich mit neuen religiösen Bewegungen beschäftigt.
In den 1970er Jahren war er für mehr als 2 Jahre Mitglied der Vereinigungskirche, in die er im Alter von 19 Jahren eingetreten war.
Er entwickelte eine eigene Methode zur Ausstiegsberatung, den „Strategic Interactive Approach“. Sie soll die Folgen einer sogenannten Deprogrammierung unter Zwang vermeiden.

## BITE-Modell
Steve Hassan entwickelte das BITE-Modell, anhand dessen sich das Gefahrenpotenzial einer Organisation oder Gruppe abschätzen lässt. BITE steht dabei für "Behavior-, Information-, Thought- und Emotional-Control, also: Verhaltens-, Informations-, Gedanken- und Gefühlskontrolle. Je mehr Kontrolle in diesen vier Bereichen zu finden ist und je systematischer und über die Zeit stabil diese Kontrolle ausgeübt wird, umso höher ist das Potenzial einer Organisation bzw. Gruppe, die persönliche Freiheit ihrer Mitglieder zu missachten und die Mitglieder und deren Ressourcen (Zeit, Geld etc.) zu missbrauchen.

## Werke
- Ausbruch aus dem Bann der Sekten, Rowohlt Taschenbuch Verlag, Reinbek 1993, ISBN 3-499-19391-4
- Releasing the Bonds: Empowering People to Think for Themselves, 2000. ISBN 0-9670688-0-0.
- Freiheit des Geistes. Nahestehenden helfen, sich von kontrollierenden Personen, Kulten und Dogmen zu befreien. 1. Auflage. Ausstieg e. V., Karlsruhe 2014, ISBN 978-3-00-042994-1 (englisch: Freedom of Mind. Helping Loved Ones Leave Controlling People, Cults, and Beliefs. Übersetzung einer aktualisierten Fassung seines Buches „Releasing the Bonds“).